# Beloneuria jamesae
Beloneuria jamesae är en bäcksländeart som beskrevs av Bill P.Stark och Szczytko 1976. Beloneuria jamesae ingår i släktet Beloneuria och familjen jättebäcksländor. Inga underarter finns listade i Catalogue of Life.